# Wiveka Ljung
Barbro Nadine Wiveka Ljung, född 10 augusti 1935 i Stockholm, är en svensk balettdansös och balettmästare.
Ljung är dotter till verkmästare Karl-Erik Ljung och Berta Hansson. Hon gick på Kungliga Teaterns balettskola 1942-1952 och studerade dans i London, Paris och Moskva samt på American Ballet Theatre i New York 1960-1962. och hade också dansroller i flera filmer. Hon  utnämndes till premiärdansös på 
Kungliga Operan i Stockholm 1976 och blev balettchef på Malmö stadsteater 1986.
Från 1988 till 1990 var hon balettmästare vid Den Norske Opera & Ballett i Oslo och därefter biträdande teaterchef på Vår teater i Stockholm.
Hon har producerat baletter för  Antony Tudor Trust i New York och gästspelat i Frankrike, Italien, Spanien, Skottland, Nederländerna, Tjeckoslovakien, Kina och USA.

## Filmografi
- 1950 – Ung och kär
- 1951 – Det var en gång en sjöman
- 1952 – Eldfågeln
- 1959 – Sängkammartjuven
- 1961 – Karneval